# Linduarte Noronha
Linduarte Noronha (Ferreiros, 1930 – João Pessoa, 30 de janeiro de 2012) foi um jornalista, cineasta e professor de cinema pernambucano radicado na Paraíba.

## Biografia
Nascido em Pernambuco em 1930, mudou-se ainda criança com a família em 1933 para em João Pessoa, capital paraibana, onde passaria o resto da vida.
Formado em Direito pela Universidade Federal da Paraíba em 1958, desenvolveu atividade profissional como crítico de cinema e jornalista, carreira com a qual recebeu alguns prêmios por reportagens em revistas importantes no Brasil e no exterior.
Durante a década de 1950, Linduarte Noronha envolveu-se ativamente com a cena cineclubista local, do qual também participaram nomes como Wills Leal, João Ramiro Melo, Vladimir Carvalho e José Rafael de Menezes. Amigo de Alberto Cavalcanti, grande admirador de Humberto Mauro, via com grande interesse a estética do "filme natural" e o registro do real - segundo Linduarte, "o verdadeiro cinema brasileiro só poderá alcançar, um dia, a universalidade, quando se voltar ao elemento antropológico", ideias essas que se tornariam a tônica dos seus trabalhos, seja em filmes, críticas, ensaios ou reportagens.
Com recursos do antigo Instituto Joaquim Nabuco de Pesquisas Sociais e do Instituto Nacional de Cinema Educativo e sob a tutela de Humberto Mauro, começou a trabalhar em "Aruanda", seu primeiro projeto cinematográfico. Estruturado a partir de uma reportagem original do próprio Linduarte, o filme também contou com o cinegrafista Rucker Vieira e a colaboração de João Ramiro Melo e Vladimir Carvalho. Lançado em 1960, "Aruanda" obteve repercussão imediata para o cinema brasileiro, sendo considerado um dos precursores do movimento Cinema Novo, além de abrir as portas para uma geração de realizadores paraibanos. O filme também recebeu o prêmio da crítica no I Festival de Cinema da Bahia, em 1962.
Após o êxito de "Aruanda", foi lançado o curta-metragem "O Cajueiro Nordestino" em 1962. Embora tenha alcançado muito menos repercussão, a obra reafirmou a vocação documentarista de Linduarte Noronha e suas preocupações culturais e sociológicas regionais.
Em 1963, o cineasta implantou o Departamento de Cinema da Universidade Federal da Paraíba, onde também daria professor até se aposentar na década de 1990. Ainda nos anos sessenta, escreveu o roteiro de "A bagaceira", baseado no livro homônimo do escritor paraibano José Américo de Almeida. Mesmo com o roteiro premiado por um concurso do Instituto Nacional do Livro, o projeto não foi realizado.
No início da década de 1970, concluiu "O Salário da Morte", considerado o primeiro longa-metragem de cinema paraibano. Lançado em 1971, foi o único longa-metragem e último trabalho de sua carreira cinematográfica.
Em 1974, Linduarte implantou o Instituto do Patrimônio Histórico e Artístico do Estado da Paraíba (IPHA), tendo sido seu diretor por 18 anos.
Em reconhecimento a sua contribuição para o cinema brasileiro, Linduarte Noronha foi homenageado em 2007 pelo festival de cinema documentário É Tudo Verdade, com um ciclo reunindo sua obra. Seu filme mais célebre, "Aruanda", seria eleito por um júri da Abraccine como um dos 100 melhores filmes brasileiros.
No final de janeiro de 2012, Linduarte Noronha morreu em João Pessoa devido a uma parada respiratória.

## Filmografia
- 1960 - "Aruanda" (curta-metragem documentário)
- 1962 - "O Cajueiro Nordestino" (curta-metragem documentário)
- 1971 - "O Salário da Morte" (longa-metragem de ficção)